# Renault Safrane
Renault Safrane (type 54) var en øvre mellemklassebil bygget af Renault mellem april 1992 og december 2000. Forgængeren hed Renault 25 og efterfølgeren Renault Vel Satis. Safrane blev bygget på den nordfranske Renault-fabrik Sandouville ved Le Havre (Normandiet).

## Safrane (Phase I/B54E, 1992−1996)
Safrane kom på markedet i Frankrig i foråret 1992 som efterfølger for R25 fra 1984.
Safrane viste i sin grundform stærke fællestræk med forgængeren, da den ligesom den var en combi coupé med stor bagklap.
De fleste biler var ret godt udstyret (frem for alt i Baccara-udgaven). Ligesom andre franske øvre mellemklassebiler fik Safrane ikke det store gennembrud. I hjemlandet Frankrig foretrak folk andre biler, og på andre markeder (specielt Tyskland) foretrak folk øvre mellemklassebiler bygget i deres eget land.
Den store bagagerumsåbning bød på flere fordele ved læsning, men kunne ikke undtagen i Storbritannien og Frankrig tiltrække kunder.
Bilen kunne fås med flere forskellige motorer. Motorprogrammet startede med en firecylindret 2,2-litersmotor med 107 hk, som i en 12-ventilet udgave ydede 137 hk. På grund af afgiftsregler var 2,2-litersmotorerne i visse lande dog på 2,0 liter. Derover kunne Safrane leveres med en V6-motor (kendt som "Europa-V6" eller "PRV-motor") med 167 hk, som stammede fra et joint venture mellem Renault, PSA Peugeot Citroën og Volvo. Som dieselmotorer fandtes der i starten en 2,5-liters turbodiesel med 113 hk samt en 2,1-litersmotor med 88 hk, som senere udgik hhv. blev afløst.
Også et lille antal af den af Opels tuningsfirma Irmscher (karrosseridele, kabineudstyr og bremser) og BMW's tuningsfirma Hartge (turboladere) modificerede Safrane Biturbo kunne i en periode købes hos Renault-forhandlerne. Dens med to turboladere tvangsfodrede V6-motor ydede 262 hk og gav bilen en topfart på 250 km/t. Safrane Biturbo blev bygget i en miniserie på 640 eksemplarer hos Irmscher i Remshalden ved Stuttgart.
- Bagfra
- Renault Safrane Biturbo (1993–1996)

### Tekniske data
|                                                | 2.0 i                           | 2.0 Si                          | 2.2 i               | 2.2 Si                          | 3.0 i V6                                       | 3.0 i V6 Biturbo                    | 2.1 dT                    | 2.5 dT                       |
| Byggeår                                        | 4/1992–7/1996                   | 4/1992–7/1996                   | 4/1992–7/1996       | 4/1992–7/1996                   | 12/1992–7/1996                                 | 2/1993–7/1996                       | 11/1993–7/1996            | 12/1992–7/1996               |
| Motordata                                      |                                 |                                 |                     |                                 |                                                |                                     |                           |                              |
| Motorkode                                      | J7R 732/733                     | J7R 734/735                     | J7T 762             | J7T 760/761                     | Z7X 721/722/723                                | Z7X 726                             | J8S 760                   | S8U 762/763                  |
| Motortype                                      | R4-benzinmotor                  | R4-benzinmotor                  | R4-benzinmotor      | R4-benzinmotor                  | V6-benzinmotor                                 | V6-benzinmotor                      | R4-dieselmotor            | R4-dieselmotor               |
| Antal ventiler pr. cylinder                    | 2                               | 3                               | 2                   | 3                               | 2                                              | 2                                   | 2                         | 2                            |
| Ventilstyring                                  | OHC, tandrem                    | OHC, tandrem                    | OHC, tandrem        | OHC, tandrem                    | 2 × OHC, kæde                                  | 2 × OHC, kæde                       | OHC, tandrem              | OHC, tandrem                 |
| Fødesystem                                     | Multipoint                      | Multipoint                      | Multipoint          | Multipoint                      | Multipoint                                     | Multipoint                          | Forkammer                 | Forkammer                    |
| Trykladning                                    | –                               | –                               | –                   | –                               | –                                              | Biturbo, ladeluftkøler              | Turbolader, ladeluftkøler | Turbolader, ladeluftkøler    |
| Køling                                         | Vandkøling                      | Vandkøling                      | Vandkøling          | Vandkøling                      | Vandkøling                                     | Vandkøling                          | Vandkøling                | Vandkøling                   |
| Boring × slaglængde                            | 88,0 × 82,0 mm                  | 88,0 × 82,0 mm                  | 88,0 × 89,0 mm      | 88,0 × 89,0 mm                  | 93,0 × 73,0 mm eller 93,0 × 72,7 mm            | 93,0 × 73,0 mm eller 93,0 × 72,7 mm | 86,0 × 89,0 mm            | 93,0 × 92,0 mm               |
| Slagvolume                                     | 1995 cm³                        | 1995 cm³                        | 2165 cm³            | 2165 cm³                        | 2975 cm³ eller 2963 cm³                        | 2975 cm³ eller 2963 cm³             | 2068 cm³                  | 2499 cm³                     |
| Kompressionsforhold                            | 9,2:1                           | 9,3:1                           | 9,2:1               | 9,2:1                           | 9,6:1                                          | 7,6:1                               | 21,5:1                    | 22,5:1                       |
| Maks. effekt ved omdr./min.                    | 77 kW (105 hk) 5000             | 97 kW (132 hk) 6000             | 79 kW (107 hk) 5000 | 101 kW (137 hk) 5750            | 123 kW (167 hk) 5500                           | 193 kW (262 hk) 5500                | 65 kW (88 hk) 4250        | 83 kW (113 hk) 4200          |
| Maks. drejningsmoment ved omdr./min.           | 155 Nm 2500                     | 170 Nm 4500                     | 175 Nm 2500         | 182 Nm 4500                     | 235 Nm 4500                                    | 365 Nm 2500                         | 187 Nm 2000               | 240 Nm 2400                  |
| Kraftoverførsel                                |                                 |                                 |                     |                                 |                                                |                                     |                           |                              |
| Drivende hjul (standardudstyr)                 | Forhjul                         | Forhjul                         | Forhjul             | Forhjul                         | Forhjul                                        | Alle                                | Forhjul                   | Forhjul                      |
| Drivende hjul (ekstraudstyr)                   | –                               | –                               | –                   | –                               | Alle                                           | –                                   | –                         | –                            |
| Gearkasse (standardudstyr)                     | 5-trins manuel                  | 5-trins manuel                  | 5-trins manuel      | 5-trins manuel                  | 5-trins manuel                                 | 5-trins manuel                      | 5-trins manuel            | 5-trins manuel               |
| Gearkasse (ekstraudstyr)                       | 4-trins automatisk              | 4-trins automatisk              | –                   | 4-trins automatisk              | 4-trins automatisk                             | –                                   | –                         | 4-trins automatisk           |
| Præstationer                                   |                                 |                                 |                     |                                 |                                                |                                     |                           |                              |
| Topfart                                        | 189 km/t (181 km/t)             | 203 km/t (192 km/t)             | 189 km/t            | 206 km/t (196 km/t)             | 220 km/t (212 km/t) [214 km/t]                 | [250 km/t]                          | 177 km/t                  | 195 km/t (190 km/t)          |
| Acceleration 0-100 km/t                        | 12,5 sek. (13,9 sek.)           | 11,2 sek. (12,7 sek.)           | 11,9 sek.           | 10,2 sek. (11,9 sek.)           | 9,6 sek. (10,2 sek.) [9,8 sek.]                | [7,2 sek.]                          | 14,9 sek.                 | 12,9 sek. (13,7 sek.)        |
| Brændstofforbrug pr. 100 km ved blandet kørsel | 8,4 liter (8,5 liter) Blyfri 95 | 8,7 liter (9,1 liter) Blyfri 95 | 8,6 liter Blyfri 95 | 8,7 liter (9,2 liter) Blyfri 95 | 10,1 liter (10,2 liter) [10,6 liter] Blyfri 95 | [10,4 liter] Blyfri 95              | 6,9 liter Diesel          | 7,4 liter (7,6 liter) Diesel |

1. ↑  Værdier i runde parenteser gælder for versioner med automatgear, og i kantede parenteser for versioner med firehjulstræk

## Safrane (Phase II/B54L, 1996−2000)
I juli 1996 fik Safrane til modelåret 1997 et optisk såvel som teknisk facelift. Fra dette tidspunkt fik modellen mere moderne motorer: En firecylindret 2,0 16V-motor med 136 hk, en femcylindret 2,5-liters 20V-motor med 165 hk, en firecylindret 2,2-liters 12V-turbodiesel med 113 hk samt fra 1999 som topmotor en 3,0 liters 24-ventilet V6-motor med 190 hk. Ekstraudstyret "firehjulstræk" udgik, samtidig med at automatgear blev standardudstyr i V6-modellerne.
I december 2000 blev produktionen af Safrane på grund af fortsat faldende salgstal indstillet. Safrane blev derefter afløst af den i foråret 2002 introducerede Vel Satis.
- Bagfra

### Tekniske data
|                                                | 2.0 16V                         | 2.5 20V                           | V6                     | 3.0 V6 24V             | 2.2 dT                    |
| Byggeår                                        | 7/1996–12/2000                  | 7/1996–12/2000                    | 7/1996–2/1999          | 3/1999–12/2000         | 7/1996–12/2000            |
| Motordata                                      |                                 |                                   |                        |                        |                           |
| Motorkode                                      | N7Q 710/711                     | N7U 700/701                       | Z7X 721/722/723        | L7X 713                | G8T 740                   |
| Motortype                                      | R4-benzinmotor                  | R5-benzinmotor                    | V6-benzinmotor         | V6-benzinmotor         | R4-dieselmotor            |
| Antal ventiler pr. cylinder                    | 4                               | 4                                 | 2                      | 4                      | 3                         |
| Ventilstyring                                  | DOHC, tandrem                   | DOHC, tandrem                     | 2 × OHC, kæde          | 2 × DOHC, tandrem      | OHC, tandrem              |
| Fødesystem                                     | Multipoint                      | Multipoint                        | Multipoint             | Multipoint             | Forkammer                 |
| Trykladning                                    | –                               | –                                 | –                      | –                      | Turbolader, ladeluftkøler |
| Køling                                         | Vandkøling                      | Vandkøling                        | Vandkøling             | Vandkøling             | Vandkøling                |
| Boring × slaglængde                            | 83,0 × 90,0 mm                  | 83,0 × 90,0 mm                    | 93,0 × 72,7 mm         | 87,0 × 82,6 mm         | 87,0 × 92,0 mm            |
| Slagvolume                                     | 1948 cm³                        | 2435 cm³                          | 2963 cm³               | 2946 cm³               | 2188 cm³                  |
| Kompressionsforhold                            | 10,5:1                          | 10,5:1                            | 9,6:1                  | 10,5:1                 | 22,0:1                    |
| Maks. effekt ved omdr./min.                    | 100 kW (136 hk) 6000            | 121 kW (165 hk) 6000              | 123 kW (167 hk) 5500   | 140 kW (190 hk) 5750   | 83 kW (113 hk) 4300       |
| Maks. drejningsmoment ved omdr./min.           | 182 Nm 4500                     | 211 Nm 4600                       | 235 Nm 4500            | 267 Nm 4000            | 250 Nm 2000               |
| Kraftoverførsel                                |                                 |                                   |                        |                        |                           |
| Drivende hjul                                  | Forhjul                         | Forhjul                           | Forhjul                | Forhjul                | Forhjul                   |
| Gearkasse (standardudstyr)                     | 5-trins manuel                  | 5-trins manuel                    | 4-trins automatisk     | 4-trins automatisk     | 5-trins manuel            |
| Gearkasse (ekstraudstyr)                       | 4-trins automatisk              | 4-trins automatisk                | –                      | –                      | –                         |
| Præstationer                                   |                                 |                                   |                        |                        |                           |
| Topfart                                        | 207 km/t (200 km/t)             | 220 km/t (215 km/t)               | (210 km/t)             | (225 km/t)             | 192 km/t                  |
| Acceleration 0-100 km/t                        | 10,5 sek. (12,6 sek.)           | 9,1 sek. (10,2 sek.)              | (10,2 sek.)            | (9,5 sek.)             | 13,2 sek.                 |
| Brændstofforbrug pr. 100 km ved blandet kørsel | 9,1 liter (9,8 liter) Blyfri 95 | 10,3 liter (10,7 liter) Blyfri 95 | (13,4 liter) Blyfri 95 | (11,6 liter) Blyfri 95 | 7,3 liter Diesel          |
| CO2-udslip ved blandet kørsel                  | 214 g/km (231 g/km)             | 244 g/km (252 g/km)               | (315 g/km)             | (276 g/km)             | 195 g/km                  |

1. ↑  Værdier i parentes gælder for versioner med automatgear

Samtlige versioner med benzinmotor bygget fra og med januar 1997 er E10-kompatible.

## Udstyr
Safrane fandtes mellem april 1992 og juni 1996 i udstyrsvarianterne RN, RT og RXE, hvor RN var grund- og RXE topmodellen. 
Efter faceliftet i juli 1996 var udstyret mere orienteret mod de enkelte motorvarianter, hvorfor 2,0 16V, 2,5 20V, 3,0 V6 (kaldet Initiale Paris) og 2,2 dT dannede hver sin udstyrsvariant. Derudover fandtes både Phase I og Phase II i flere forskellige specialudgaver som f.eks. Elysee, Baccara og Edition.
På sikkerhedssiden havde Safrane fra starten haft ABS som standardudstyr og fra 1994 airbags i samtlige versioner. I starten kunne airbags kun fås til V6-modellerne RT og RXE.

## Safrane II
Den anden generation af Safrane blev introduceret i 2008 på det mexicanske marked. Teknisk set er modellen identisk med den sydkoreanske Samsung SM5, men tilhører den øvre mellemklasse. Safrane II's karrosseridele er delvist identisk med den japanske Nissan Teana J31.

## Øvrigt
- Renault Safrane var Jacques Chiracs mest benyttede tjenestebil.